# Jining
Jining (cinese: 济宁; pinyin: Jǐníng) è una città-prefettura della Cina nella provincia dello Shandong.

## Suddivisioni amministrative
- Distretto di Rencheng
- Distretto di Yanzhou
- Qufu
- Zoucheng
- Contea di Weishan
- Contea di Yutai
- Contea di Jinxiang
- Contea di Jiaxiang
- Contea di Wenshang
- Contea di Sishui
- Contea di Liangshan